# Anapoma uniformis
Anapoma uniformis är en fjärilsart som beskrevs av Embrik Strand 1917. Anapoma uniformis ingår i släktet Anapoma och familjen nattflyn. Inga underarter finns listade i Catalogue of Life.